# Симон, Карла
Карла Симон (исп. Carla Simón; род. 22 декабря 1986, Барселона, Каталония, Испания) — испанский режиссёр и сценаристка. Её картина «Земля Алькаррас» была удостоена «Золотого медведя» — главной награды 72-го Берлинского кинофестиваля.

## Биография
Карла Симон родилась в 1986 году в Барселоне. Она выросла в Каталонии, год училась в Калифорнийском университете, потом вернулась на родину. Изучала аудиовизуальные коммуникации в Барселонском университете, позже начала работать в качестве режиссёра на каталонском телевидении. Училась в Лондонской киношколе. В 2012 и 2013 годах короткометражные фильмы Симон показывали на кинофестивалях. Известность режиссёру принесла 27-минутная лента «Лето 1993-го» (2017), завоевавшая более 30 премий, включая «Гойю» и премию Берлинского фестиваля за лучший дебют.
Полнометражный художественный фильм Карлы Симон «Земля Алькаррас» (2022) был удостоен «Золотого медведя» на 72-м Берлинском кинофестивале.
Фильмография
- Лето 1993-го (2017)
- Земля Алькаррас (2022)
- Ромерия (TBA)